# Ḫumban-numena I.
Ḫumban-numena I. ist ein elamitischer König der sogenannten Igiḫalkiden-Dynastie (ca. 1400 – 1210 v. Chr.) mit dem Titel 'König von Susa und Anschan'. Er war der Sohn von Attar-kittaḫ.
Er ist von einer Bauinschrift des Šilhak-Inšušinak I. bekannt, die diejenigen Herrscher nennt, welche am Inšušinak Tempel in Susa gebaut haben. Daneben ist er nur noch auf einigen Bauinschriften in Susa und Buschir bezeugt, die von weiteren Bauarbeiten an Tempeln berichten.